# Stundister
Stundister (ryska: штундисты) kallades anhängare av en frireligiös, evangeliskt kristen rörelse, stundismen (штунда), med inslag av baptism, som under andra hälften av 1800-talet spreds från tyska invandrare i trakten av Kiev till andra delar av Ryska kejsardömet. Namnet kommer av tyska ordet Stunde (timme) för att anhängarna ägnade en timme varje dag åt bibelstudier. Stundisterna förkastade den rysk-ortodoxa kyrkans dyrkan av helgon och ikoner. 1894 förbjöds deras utomkyrkliga bönemöten som kätterska.